# Dernières Nouvelles du cosmos
Pour les articles homonymes, voir Dernières Nouvelles (homonymie).
 (octobre 2016).
Si vous disposez d'ouvrages ou d'articles de référence ou si vous connaissez des sites web de qualité traitant du thème abordé ici, merci de compléter l'article en donnant les références utiles à sa vérifiabilité et en les liant à la section « Notes et références ».
Pour plus de détails, voir Fiche technique et Distribution.
Dernières Nouvelles du cosmos est un documentaire français réalisé par Julie Bertuccelli sorti le 9 novembre 2016.

## Synopsis
Hélène Nicolas est très tôt diagnostiquée « autiste déficitaire ». Elle est silencieuse jusqu'à l'adolescence. Sa mère décide alors de se consacrer à elle. Et elle découvre à son adolescence, qu'Hélène sait lire et écrire. Commence alors pour Babouillec, le nom de plume d'Hélène Nicolas, une carrière d'écrivain qui révèle tout son talent…

## Fiche technique
- Titre : Dernières Nouvelles du cosmos
- Réalisation : Julie Bertuccelli
- Photographie : Julie Bertuccelli
- Montage : Josiane Zardoya
- Musique : Monsieur Roux
- Production : Yaël Fogiel, Laetitia Gonzalez
- Sociétés de production : Les Films du poisson, Uccelli Production
- Société de distribution: Pyramide Distribution (France)
- Pays d'origine :  France
- Année de production : 2015
- Dates de sortie : 
  - France : 9 novembre 2016 (sortie nationale)

## Distribution
- Hélène Nicolas dite Babouillec
- Pierre Meunier
- Véronique Truffert
- Freddy Kunze
- Marguerite Bordat
- Jean-François Pauvros
- Satchie Noro
- Michel Doucet
- Angèle Meunier-Bertuccelli
- Floriane Pompadou
- Lise-Marie Barré
- Annabelle Brouard
- Jean-Marc Grangier
- Anne Diatkine
- Laurent Derobert
- Patrice Yvon Guigue
- Françoise Ollivier-Clerici

## Distinctions

### Récompenses
- 2016 : Premier Prix du public aux 21e Rencontres du cinéma documentaire au Méliès de Montreuil

### Nominations
- Lumières 2017 : Lumière du meilleur documentaire
- César 2017 : César du meilleur film documentaire
- Prix France Culture Cinéma des étudiants 2017